# Río Nahueve
Le río Nahueve est une rivière du département de Minas en  province de Neuquén, en Argentine.

## Cours
La rivière naît en tant qu'émissaire des Lagunas de Epulafquen, et se dirige en direction du sud-sud-est. Après quelque 60 kilomètres, elle conflue avec le río Neuquén en rive droite, cinq kilomètres en aval de la ville d'Andacollo, chef-lieu du département de Minas.
Elle reçoit les eaux des lagunes Vaca Lauquen et Pajaritos. 
Durant son parcours, elle reçoit les importants apports d'eau de divers ríos comme le Buraleo et le Lileo.
La rivière est longée en grande partie par la Ruta Provincial 45.